# Aya Ueto
Aya Ueto (上戸 彩 Ueto Aya?,  Nerima, Tokio, 14 de septiembre de 1985) es actriz, cantante
y tarento japonesa.

## Biografía
Ueto nació el 14 de septiembre de 1985 en el barrio de Nerima, Tokio. En 1997, participó en el 7.° Concurso Nacional de Belleza de Japón, en donde recibió un premio especial por los jueces. Al poco tiempo, se unió a la agencia de talentos Oscar Promotion y comenzó a tomar clases de canto, baile y actuación. En 1999, Ueto pasa a formar parte del grupo femenino Z-1 junto con tres participantes del Concurso Nacional de belleza de Japón. El grupo se disolvió en 2002 y más tarde ese mismo año, ella firmó con Pony Canyon y lanzó "Pureness", su primer sencillo como artista principal. Desde entonces, ha lanzado cinco álbumes de estudio que han engendrado diez singles entre los diez mejores de Oricon.
A los trece años, debutó como actriz en el thriller de 1999 Satsujinsha: Killer of Paraiso. En 2001, apareció en la sexta temporada del drama de TBS, Kinpachi-sensei. Desde su interpretación como una estudiante de secundaria con disforia de género, obtuvo la aclamación de la crítica y dio lugar a varios papeles principales y anotaciones publicitarias, estableciendo a Ueto como una de las caras más reconocibles de Japón. Desde 2004, ha tenido el título anual de CM Queen cinco veces. Ha ganado dos premios de la Television Drama Academy Awards, uno a Mejor Actriz por su actuación en el drama deportivo Raqueta de oro (2004), y otro a Mejor Actriz de Reparto por su papel en el drama humano Nagareboshi (2010). Posteriormente, protagonizó la nueva versión de Attention Please (2006), el drama bancario Hanzawa Naoki (2013) y Hirugao: Love Affairs in the Afternoon (2014).
Ueto se aventuró en la pantalla grande como protagonista de la exitosa película de 2003 de Ryuhei Kitamura, Azumi, que le valió una nominación para un Premios de la Academia Japonesa a la Mejor Actriz. Continuó para protagonizar su secuela, Azumi 2: Death or Love (2005), y Thermae Romae (2012), la adaptación de la serie de manga del mismo nombre de Mari Yamazaki. En 2017, protagonizó la adaptación cinematográfica de la serie de drama Hirugao.

## Vida personal
Ueto mantuvo una relación con el cantante y actor Gō Morita del grupo masculino V6 durante ocho años, antes de separarse en abril de 2010. En octubre de 2010, se informó que estaba en una relación con el exlíder de Exile, Hiro. En septiembre de 2012, Ueto anunció a través de una carta escrita a mano publicada en su sitio web oficial que había registrado su matrimonio con Hiro en el día de su cumpleaños número 27. En agosto de 2015, la pareja le dio la bienvenida a su primer hijo, una niña.
En abril de 2011, se unió junto con los actores veteranos Tetsuya Watari y Hiroshi Tachi a la entrega de alimentos y otros suministros de socorro para las víctimas del desastre en el terremoto y tsunami de Japón de 2011 y el área afectada por el tsunami de Ishinomaki, Miyagi.

## Discografía
- Ayaueto (2003)
- Message (2004)
- Re. (2004)
- License (2006)
- Happy Magic: Smile Project (2009)

## Filmografía

### Películas
| Año  | Filme                         | Papel                                                                           |
| ---- | ----------------------------- | ------------------------------------------------------------------------------- |
| 1999 | Satsujinsha Killer of Paraíso | Hikari                                                                          |
| 2002 | Return to Never Land          | Jane (voz)                                                                      |
| 2003 | Azumi                         | Azumi                                                                           |
| 2004 | Install                       | Asako Nozawa                                                                    |
| 2005 | Azumi 2: Death or Love        | Azumi                                                                           |
| 2005 | Ashita Genki ni na~re!        | Kayoko (voz)                                                                    |
| 2007 | Piano no Mori                 | Kai Ichinose (voz)                                                              |
| 2012 | Thermae Romae                 | Manami                                                                          |
| 2013 | Oshin                         | Fuji Tanimura                                                                   |
| 2013 | Bushi no Kondate              | Haru Funaki; nominada—Japan Academy Prize for Best Actress in a Supporting Role |
| 2014 | Thermae Romae II              | Mami Yamakoshi                                                                  |

### Televisión
| Año       | Drama                                              | Papel |
| --------- | -------------------------------------------------- | --- |
| 2000      | Namida wo fuite                                    | Momo Fuchigami |
| 2001      | Yome wa Mitsuboshi                                 | Mayu Shinjo |
| 2001      | Kinpachi-sensei S6                                 | Nao Tsurumoto |
| 2002      | Wataru Seken wa Oni Bakari S6 (Ep 10-15)           | Kana Kojima |
| 2002      | My Little Chef                                     | Nazuna Kamosawa |
| 2003      | Koukou Kyoushi 2003                                | Hina Machida |
| 2003      | Hitonatsu no papa e                                | Marimo Mochizuki |
| 2003      | Azumi                                              | Azumi |
| 2003      | Satoukibi Batake no Uta                            | Mie Hirayama |
| 2003      | Namahousou wa Tomaranai!                           | Aya Ueto (hace de ella misma) |
| 2004      | Ace o Nerae!                                       | Hiromi Oka |
| 2004      | Ace wo Nerae! ~Kiseki e no Chousen~                | Hiromi Oka |
| 2005      | Yoshitsune                                         | Utsubo |
| 2005      | Koto                                               | Chieko Sada / Naeko |
| 2005      | Attack No.1                                        | Kozue Ayuhara |
| 2005      | Misora Hibari Tanjou Monogatari                    | Kazue Kato(Misora Hibari) (15-20 años de edad) |
| 2005      | Nada sousou ~kono ai ni ikite~                     | Miki Oda |
| 2006      | Tsubasa no Oreta Tenshitachi (Ep 1)                | Nanako Komine |
| 2006      | Attention Please                                   | Yoko Misaki |
| 2006      | Shimokita Sundays                                  | Yuika Satonaka |
| 2007      | Attention Please~Yoko, Hawaii ni Tobu~             | Yoko Misaki |
| 2007      | Ri Kouran                                          | Ri Kouran |
| 2007      | Wataru Seken wa Oni Bakari S8 (Ep 50)              | Kana Kojima |
| 2007      | Hotelier                                           | Kyoko Odagiri |
| 2007      | Wachigaiya Itosato                                 | Itosato |
| 2007      | Wild Mama                                          | Ayu Kawano |
| 2008      | Celeb to binbo Taro                                | Alice Mitazono |
| 2009      | Konkatsu!                                          | Haruno |
| 2010      | Nagareboshi                                        | Risa Makihara |
| 2010-2011 | Zettai Reido                                       | Izumi Sakuragi; 22 episodios: 1 especial; nominada: Nikkan Sports Drama Grand Prix for Best Lead Actress (2011–2012)                                |
| 2010      | Jūnen Saki mo Kimi ni Koishite                     | Rika Onozawa |
| 2010      | Ai wa Mieru: Zenmō Fūfu ni Yadotta Chiisana Inochi | Juri Tatematsu |
| 2010      | Nagareboshi                                        | Risa Makihara; nominada: Nikkan Sports Drama Grand Prix for Best Supporting Actress, The Television Drama Academy Award for Best Supporting Actress |
| 2012      | Kaneko Misuzu Monogatari: Minna Chigatte Minna Ii  | Misuzu Kaneko |
| 2012      | Kuruma-isu de Boku wa Sora o Tobu                  | Kumi Katō |
| 2013-2014 | Itsuka Hi no Ataru Basho de                        | Hako Komoriya, 10 episodios, 1 especial |
| 2013      | Hanzawa Naoki                                      | Hana Hanzawa, nominada: Nikkan Sports Drama Grand Prix for Best Supporting Actress                                                                  |
| 2014      | Hirugao: Heijitsu Gogo Sanji no Koibitotachi       | Sawa Sasamoto, nominada: Nikkan Sports Drama Grand Prix for Best Lead Actress                                                                       |
| 2015      | I'm Home                                           | Megumi Ieji |

## Teatro
| Año          | Título                                          | Papel          |
| ------------ | ----------------------------------------------- | -------------- |
| 2004.7       | KANSAI SUPER SHOW "Abordage ~Setsugen Kougeki~" |                |
| 2007.1.13-14 | KANSAI SUPER SHOW "Taiyou no Fune"              | Hana no Yousei |

## Doblaje japonés
- Maléfica (2014) - voz de la Princesa Aurora
- Zootopia (2016) - voz de Judy Hopps
- Maleficent: Mistress of Evil (2021) - voz de la Princesa Aurora

## Anuncios
| Fecha                 | Título                                           | Compañía              |
| --------------------- | ------------------------------------------------ | --------------------- |
| 2001.7                | 2001 Summer High-School Baseball Rooters' Poster |                       |
| 2001.8                | Cup Noodle                                       | Nissin                |
| 2002.3                | 8×4 Powder Spray                                 | Nivea Kao             |
| 2002.10               | Karaoke Station                                  | BANDAI                |
| 2002.10               | Kidou Senshi Gundam SEED Plastic Model           | BANDAI                |
| 2002.12               | VERY VERY                                        | Kao                   |
| 2002                  | Ministry of Health, Labor and Welfare            |                       |
| 2003.3 — Actualmente  | Soh                                              | LOTTE                 |
| 2003.5                | Pai no mi                                        | LOTTE                 |
| 2003.7                | NTT DoCoMo                                       | NTT DoCoMo            |
| 2003.7                | Tutor no Try                                     | Try Group             |
| 2003.7 — Actualmente  | Megane Super                                     | Megane Super          |
| 2003.7                | Ministry of Land, Infrastructure and Transport   |                       |
| 2003.8                | Donbei                                           | Nissin                |
| 2003.10 — Actualmente | AOKI                                             | AOKI Holdings         |
| 2003.11 — Actualmente | Apamanshop                                       | Apamanshop Network    |
| 2003.12 — Actualmente | Sompo Japan                                      | Sompo Japan           |
| 2003.12               | Converse Japan                                   | Converse              |
| 2004 — Actualmente    | Joyfull                                          | Joyfull Restaurants   |
| 2004.1                | Car Magazine Goo                                 | Goo                   |
| 2004.1 — Actualmente  | Oronamin C                                       | Otsuka Pharmaceutical |
| 2004.2                | Ministry of Foreign Affairs of Japan             |                       |
| 2004.7                | Fuji Photo Film Video DVD "Kireidori"            | Fuji Film             |
| 2004.7                | 2004 Cocoon Shintoshin                           | Cocoon Shintoshin     |
| 2004.7/8              | Shounen Sunday                                   | Shōgakukan            |
| 2004.9                | Sfrea                                            | LOTTE                 |
| 2004.10 — Actualmente | YAHOO! BB                                        | SoftBank BB           |
| 2005.4 — Actualmente  | Uchi no Gohan                                    | Kikkoman              |
| 2005.4 — Actualmente  | Wagaya wa Yakinikuyasan                          | Kikkoman              |
| 2005.4 — Actualmente  | JTB                                              | JTB                   |
| 2005.10               | National Census                                  |                       |
| 2005.11 — Actualmente | Fruits Gum                                       | LOTTE                 |
| 2005.11 — Actualmente | Sofina AUBE                                      | Kao                   |
| 2006.4 — Actualmente  | Gahna Chocolate                                  | LOTTE                 |
| 2006.6 — Actualmente  | SONICA                                           | Daihatsu              |
| 2006.8 — Actualmente  | Golf Daisuki!~I LOVE GOLF!~                      | ELEVEN-UP             |
| 2007.3 — Actualmente  | Almond Chocolate                                 | LOTTE                 |
| 2007                  | Fasio                                            | Kose                  |